# Sofia Helin
Sofia Margareta Helin est une actrice suédoise, née le 25 avril 1972 à Hovsta en Suède.
Sofia Helin a été sélectionnée pour le prix Guldbagge remis à la meilleure actrice pour son rôle dans Masjävlar. Elle est également bien connue pour son rôle de Saga Norén dans la série télévisée Bron/Broen, une coproduction suédo-danoise.

## Biographie
Sofia Margareta Götschenhjelm Helin est née le 25 avril 1972 à Hovsta ein Örebro, dans la province de Néricie. Son père était vendeur et sa mère infirmière. Elle n'avait que dix jours lorsque son frère et sa grand-mère furent victimes d'un accident de voiture. Sa grand-mère survécut, mais son frère aîné, âgé de six ans, perdit la vie dans l'accident. En 2014, elle disait que cette tragédie l'affectait encore. Elle est diplômée en philosophie de l'université de Lund. De 1994 à 1996, elle a fréquenté l’école de théâtre Calle Flygares (sv) et a obtenu un diplôme de l'académie de théâtre de Stockholm (en) en 2001. Elle vit à Linghem, en banlieue de Linköping. Elle est mariée à Daniel Götschenhjelm, un pasteur de l’Église de Suède et ancien acteur. Elle a deux enfants : un garçon prénommé Ossian et une fille, Nike, âgés respectivement de dix-sept et onze ans en 2021.
À 24 ans, un accident de vélo lui laisse une grosse cicatrice au visage,.
Elle a joué dans plusieurs films, dont At Point Blank (Rånarna), où elle tenait le rôle principal de l'inspecteur Klara. En 2004, elle a obtenu un premier rôle, celui de Mia dans Dalecarlians (Masjävlar) ; c'est ce film qui l'a lancée. En 2007, autre rôle principal, celui de Cecilia Algotsdotter dans Arn, chevalier du Temple, une adaptation du roman Tempelriddaren écrit par Jan Guillou autour du personnage d’Arn Magnusson. Elle figure également dans le film d'animation suédois Metropia, sorti en salle en octobre 2009. 
Depuis 2012, elle a acquis une certaine notoriété à l'extérieur de la Suède en raison de son rôle dans la série Bron. Elle y interprète Saga Norén, une policière de Malmö chargée d’enquêter sur une série d'homicides. Au Royaume-Uni, la série a attiré plus d'un million de spectateurs par épisode.

## Filmographie

### Cinéma
- 1997 : Rederiet
- 2002 : Tusenbröder
- 2002 : Beck – Sista vittnet
- 2003 : At Point Blank
- 2004 : Four Shades of Brown
- 2004 : Masjävlar
- 2005 : Bloodbrothers (Blodsbröder)
- 2007 : Nina Frisk
- 2007 : Arn, chevalier du Temple
- 2008 : Arn, le royaume au bout du chemin
- 2009 : Metropia (film d’animation)
- 2013 : Le Secret du Ragnarok (Gåten Ragnarok) de Mikkel Brænne Sandemose
- 2017 : That Good Night d'Eric Styles
- 2017 : Les Conquérantes (Die göttliche Ordnung) de Petra Biondina Volpe
- 2017 : Le Bonhomme de neige (The Snowman) de Tomas Alfredson
- 2017 : QEDA (da) de Max Kestner
- 2021 : Utvandrarna de Erik Poppe

### Télévision
- 2011-2018 : Bron/Broen (The Bridge) (série télévisée) : Saga Norén
- 2017 : Opération Roméo (série télévisée) : Lauren Faber
- 2020 : Mystery Road (mini-série) : Sandra, une archéologue suédoise
- 2020 : Atlantic Crossing (série télévisée) : Märtha de Suède
- 2021 : Exit (série télévisée) : Louise Meller-Sacht
- 2022 : Lust (série télévisée) : Anette
- 2023 : Limbo (série télévisée) : My
- 2023 : Sanningen (série télévisée) : Iris Broman
- 2023 : Alex Rider (série télévisée) : Julia Rothman (saison 3)

## Récompenses et nominations
- Nomination au Guldbagge Award de la meilleure actrice en 2005 pour Masjävlar
- Robert de la meilleure actrice dans une série télévisée pour Bron/Broen en 2014.
- Nomination de la meilleure actrice lors de la 5e cérémonie des Crime Thriller Awards en 2012 pour Bron/Broen
- Nomination de la meilleure actrice dans une série télévisée dramatique au Festival de télévision de Monte-Carlo 2012 pour Bron/Broen